# Cingles d'en Parada
Els Cingles d'en Parada és una cinglera del terme municipal d'Albanyà, a la comarca catalana de l'Alt Empordà.
Estan situats al damunt i al sud-oest del poble d'Albanyà i al nord-est del de Lliurona. Deuen el nom a la masia de la Parada, situada als peus de la cinglera en el seu cantó oriental.